# Chung kết Cúp bóng đá châu Phi 1957
Chung kết Cúp bóng đá châu Phi 1957 là trận đấu bóng đá được diễn ra vài ngày 16 tháng 2 năm 1957 tại Sân vận động Municipal ở Khartoum, Sudan, để tìm ra nhà vô địch của Cúp bóng đá châu Phi 1957.
Ai Cập giành chiến thắng trước Ethiopia với tỉ số 4−0, với 4 bàn thắng của Ad-Diba.

## Đường đến trận chung kết
| Ai Cập  | Ai Cập | Vòng                | Ethiopia | Ethiopia |
| ------- | ------ | ------------------- | -------- | -------- |
| Đối thủ | Tỉ số  | Vòng loại trực tiếp | Đối thủ  | Tỉ số    |
| Sudan   | 2–1    | Bán kết             | Nam Phi  | w/o      |

## Chi tiết trận đấu

### Chi tiết
| Ai Cập                   | 4–0      | Ethiopia |
| ------------------------ | -------- | -------- |
| Ad-Diba 2', 7', 68', 89' | Chi tiết |          |

| GK                      | ' | Paraskos Trimeritis 'Brascos' |
| DF                      | ' | Nour El-Dali                  |
| DF                      | ' | Mosaad Daoud                  |
| DF                      | ' | Rifaat El-Fanagily            |
| DF                      | ' | Hanafi Bastan                 |
| MF                      | ' | Samir Qotb                    |
| MF                      | ' | Ibrahim Tawfik                |
| FW                      | ' | Mohammed Diab El-Attar        |
| FW                      | ' | Raafat Attia                  |
| FW                      | ' | Alaa El-Hamouly               |
| FW                      | ' | Mohammed Abdel-Fattah 'Hamdi' |
| Huấn luyện viên trưởng: |   |                               |
| Mourad Fahmy            |   |                               |

| GK                      | ' | Gila-Michael Tekle Mariam |
|                         | ' | Adale Tekle Selassie      |
|                         | ' | Girmaye Fikre Mariam      |
|                         | ' | Mohammed Ibrahim          |
|                         | ' | Ayele Tessema             |
|                         | ' | Adamu Alemu               |
|                         | ' | Netsere Wolde Selassie    |
|                         | ' | Zewde Samuel              |
|                         | ' | Kebede Metaferia          |
|                         | ' | Asefaw Berhane            |
|                         | ' | Tekeste Goitom            |
| Huấn luyện viên trưởng: |   |                           |
|                         |   |                           |